# Cartouche
Cartouche es una película francesa de aventuras de 1962 dirigida por Philippe de Broca y protagonizada por Jean-Paul Belmondo y Claudia Cardinale, basada libremente en las aventuras del popular bandolero francés del siglo XVIII Louis Dominique Bourguignon, apodado Cartouche, que estuvo activo en París en la corte de los Milagros, durante la Regencia.

## Trama
En el siglo XVIII, Louis Dominique Bourguignon trabaja como bandolero con la banda de Malichot, pero considera que sus métodos son demasiado inmorales, por lo que decide huir y unirse al ejército, donde sobrevive junto con sus dos nuevos amigos escondiéndose en el campo de batalla. Juntos, roban el oro del general. En su huida, buscan refugio en una posada donde conocen a Venus, una bella gitana que ha sido hecha prisionera. Bourguignon decide rescatarla y Venus se une a su banda.
Al regresar a París, Bourguignon, operando bajo el nombre de «Cartouche», funda su propia banda a la que se unen muchos exmiembros de la banda de Malichot. Llevan a cabo audaces robos contra los ricos y reparten la riqueza robada entre los pobres. Cartouche se gana así la simpatía del pueblo, el amor de Venus, así como la enemistad de Malichot y de las autoridades.
Malichot, que busca la venganza, traiciona a Cartouche denunciándolo a la policía. Sin embargo, a pesar de evadir numerosas trampas, Cartouche no logra escapar de las redes del amor, y con el tiempo, las autoridades aprovechan tal vulnerabilidad para tenderle una trampa mientras se encuentra con Venus en el campo. Cartouche es capturado, pero sus hombres tienden una emboscada a los guardias durante su escolta para liberarlo. En medio del caos, Venus sacrifica su vida para salvar a Cartouche.
En medio de su duelo, Cartouche y sus hombres ponen el cuerpo de Venus en el carruaje de un noble robado y lo dejan hundirse en un lago. A medida que el carruaje se hunde lentamente, Cartouche ordena a sus hombres que se dispersen, jurando vengar la muerte de Venus, camino que sabe lo llevará probablemente a la horca.

## Reparto
- Jean-Paul Belmondo - Louis-Dominique Bourguignon alias Cartouche
- Claudia Cardinale -Venus
- Jess Hahn - La dulce
- Marcel Dalio -Malichot
- Jean Rochefort - El Taupe
- Philippe Lemaire - Gastón de Ferrussac
- Noël Roquevert - El sargento de reclutamiento
- Odile Versois - Isabelle de Ferrussac
- Jacques Charon - el coronel
- Lucien Raimbourg - el mariscal
- Jacques Balutin - Capucine, el monje
- Pierre Repp - El marqués de Griffe
- Jacques Hilling - el hotelero
- Paul Préboist - un gendarme
- René Marlic - Petit Oncle, el posadero

## Producción
Las grabaciones tuvieron lugar entre el 17 de julio y el 6 de octubre de 1961 en Béziers, Ermenonville y Pézenas, en Francia. Otras locaciones fueron Aveyron, Guermantes, Lagny-sur-Marne y Senlis. Los decorados de la película fueron obra de François de Lamothe, mientras que Rosine Delamare fue la responsable del vestuario.

## Recepción
Cartouche obtuvo un gran éxito en la taquilla francesa.